# Danh sách đội vô địch hạng hai Nhật Bản
Giải đấu bóng đá dành cho hạng đấu cao thứ hai quốc gia của Nhật Bản lần đầu được tổ chức năm 1972, với tên gọi Japan Soccer League Hạng Hai. Năm 1992, với sự tan ra của JSL và tái cấu trúc lại hạng đấu cao nhất thành J. League, (cũ) Japan Football League trở thành hạng đấu cao thứ hai. Năm 1999 J. League thành lập hạng đấu thứ hai (được chính thức gọi là J. League Hạng 2).

## Japan Soccer League Hạng Hai (1972-1992)
Số trong ngoặc tính tới thời điểm đó.
| Mùa     | Vô địch                       | Á quân                     |
| ------- | ----------------------------- | -------------------------- |
| 1972    | Toyota Motors                 | Tanabe Pharmaceuticals     |
| 1973    | Eidai Industries              | Kofu SC†                   |
| 1974    | Yomiuri SC†                   | Fujitsu†                   |
| 1975    | Tanabe Pharmaceuticals†       | Yomiuri SC†                |
| 1976    | Fujitsu                       | Yomiuri SC†                |
| 1977    | Yomiuri SC (2)                | Nissan Motors†             |
| 1978    | Honda Motors†                 | Nissan Motors              |
| 1979    | Toshiba Horikawacho†          | Yamaha Motors              |
| 1980    | Honda Motors (2)              | Fujitsu†                   |
| 1981    | Nippon Kokan                  | Nissan Motors              |
| 1982    | Yamaha Motors                 | Toshiba SC†                |
| 1983    | Nippon Kokan (2)              | Sumitomo Metal Industries† |
| 1984    | Sumitomo Metal Industries     | ANA Yokohama               |
| 1985    | Matsushita Electric           | Mazda SC                   |
| 1986-87 | Sumitomo Metal Industries (2) | Toyota Motors              |
| 1987-88 | ANA Yokohama                  | Matsushita Electric        |
| 1988-89 | Toshiba SC (2)                | Hitachi                    |
| 1989-90 | Mitsubishi Heavy Industries   | Toyota Motors              |
| 1990-91 | Hitachi                       | Mazda SC                   |
| 1991-92 | Fujita SC‡                    | Sumitomo Metal Industries  |

† Không lên Hạng 1 do thua trong Trận tranh Lên/Xuống hạng J.League
‡ Không được lên Hạng 1 do thành lập J. League

## (cũ) Japan Football League Hạng 1 (1992–1993)
Một mùa giải bóng đá Nhật Bản đặc biệt được tổ chức bởi Japan Football League cuối năm 1992, dùng để phân chia lại các câu lạc bộ cho giải đấu cao nhất trước khi J. League khởi tranh năm 1993.
| Mùa giải | Vô địch             | Á quân       |
| -------- | ------------------- | ------------ |
| 1992     | Yamaha Motors† (2)  | Hitachi†     |
| 1993     | Shonan Bellmare (2) | Júbilo Iwata |

† Không được lên hạng J. League

## (cũ) Japan Football League (1994–1998)
Năm 1994, Japan Football League Hạng 2 được bỏ. 
| Mùa giải | Vô địch               | Á quân             |
| -------- | --------------------- | ------------------ |
| 1994     | Cerezo Osaka          | Kashiwa Reysol     |
| 1995     | Fukuoka Blux          | Kyoto Purple Sanga |
| 1996     | Honda Motors† (3)     | Vissel Kobe        |
| 1997     | Consadole Sapporo (3) | Tokyo Gas†         |
| 1998     | Tokyo Gas†            | Kawasaki Frontale† |

† Không được lên hạng J. League (J1 sau 1998)

## J2 League (1999–nay)
Từ 1999 đến 2014 giải đấu mang tên J. League Hạng 2.
| Mùa  | Vô địch                | Á quân              | Hạng ba            | Đội thắng Playoff         |
| ---- | ---------------------- | ------------------- | ------------------ | ------------------------- |
| 1999 | Kawasaki Frontale (2)  | FC Tokyo            | Oita Trinita†      |                           |
| 2000 | Consadole Sapporo (4)  | Urawa Red Diamonds  | Oita Trinita†      |                           |
| 2001 | Kyoto Purple Sanga     | Vegalta Sendai      | Montedio Yamagata† |                           |
| 2002 | Oita Trinita           | Cerezo Osaka        | Albirex Niigata†   |                           |
| 2003 | Albirex Niigata        | Sanfrecce Hiroshima | Kawasaki Frontale† |                           |
| 2004 | Kawasaki Frontale (3)  | Omiya Ardija        | Avispa Fukuoka‡    |                           |
| 2005 | Kyoto Purple Sanga (2) | Avispa Fukuoka      | Ventforet Kofu     |                           |
| 2006 | Yokohama FC            | Kashiwa Reysol      | Vissel Kobe        |                           |
| 2007 | Consadole Sapporo (5)  | Tokyo Verdy 1969    | Kyoto Sanga        |                           |
| 2008 | Sanfrecce Hiroshima    | Montedio Yamagata   | Vegalta Sendai‡    |                           |
| 2009 | Vegalta Sendai         | Cerezo Osaka        | Shonan Bellmare    |                           |
| 2010 | Kashiwa Reysol (2)     | Ventforet Kofu      | Avispa Fukuoka     |                           |
| 2011 | FC Tokyo (2)           | Sagan Tosu          | Consadole Sapporo  |                           |
| 2012 | Ventforet Kofu         | Shonan Bellmare     | Kyoto Sanga†       | Oita Trinita (thứ 6)      |
| 2013 | Gamba Osaka (2)        | Vissel Kobe         | Kyoto Sanga†       | Tokushima Vortis (thứ 4)  |
| 2014 | Shonan Bellmare (3)    | Matsumoto Yamaga    | JEF United Chiba†  | Montedio Yamagata (thứ 6) |
| 2015 | Omiya Ardija           | Júbilo Iwata        | Avispa Fukuoka     | Avispa Fukuoka (thứ 3)    |
| 2016 | Consadole Sapporo (6)  | Shimizu S-Pulse     | Matsumoto Yamaga†  | Cerezo Osaka (thứ 4)      |
| 2017 | Shonan Bellmare (4)    | V-Varen Nagasaki    | Nagoya Grampus     | Nagoya Grampus (thứ 3)    |
| 2018 | Matsumoto Yamaga       | Oita Trinita        | Yokohama FC†       |                           |

† Không được lên J1
‡ Không lên J1 do thua Trận tranh Lên/Xuống hạng J.League
Đối với đội thắng playoff số trong ngoặc chỉ vị trí trong mùa giải.

## Tổng số lần vô địch
Câu lạc bộ in đậm đang thi đấu tại J2 mùa 2019. Câu lạc bộ in nghiêng không còn tồn tại.
Năm in nghiêng chỉ những mùa nghiệp dư (Japan Soccer League H2 và Japan Football League cũ).
| Câu lạc bộ             | Vô địch | Á quân | Mùa vô địch                           | Mùa á quân                |
| ---------------------- | ------- | ------ | ------------------------------------- | ------------------------- |
| Consadole Sapporo      | 6       | 1      | 1979, 1988–89, 1997, 2000, 2007, 2016 | 1982                      |
| Shonan Bellmare        | 4       | 1      | 1991–92, 1993, 2014, 2017             | 2012                      |
| Kawasaki Frontale      | 3       | 3      | 1976, 1999, 2004                      | 1974, 1980, 1998          |
| Honda FC               | 3       | 0      | 1978, 1980, 1996                      |                           |
| Kashiwa Reysol         | 2       | 4      | 1990–91, 2010                         | 1988–89, 1992, 1994, 2006 |
| Tokyo Verdy            | 2       | 3      | 1974, 1977                            | 1975, 1976, 2007          |
| Júbilo Iwata           | 2       | 3      | 1982, 1992                            | 1979, 1993, 2015          |
| Kashima Antlers        | 2       | 2      | 1984, 1986–87                         | 1983, 1991–92             |
| FC Tokyo               | 2       | 2      | 1998, 2011                            | 1997, 1999                |
| Kyoto Sanga            | 2       | 1      | 2001, 2005                            | 1995                      |
| Gamba Osaka            | 2       | 1      | 1985, 2013                            | 1987–88                   |
| NKK SC                 | 2       | 0      | 1981, 1983                            |                           |
| Sanfrecce Hiroshima    | 1       | 3      | 2008                                  | 1985, 1990–91, 2003       |
| Nagoya Grampus         | 1       | 2      | 1972                                  | 1986–87, 1989–90          |
| Cerezo Osaka           | 1       | 2      | 1994                                  | 2002, 2009                |
| Ventforet Kofu         | 1       | 2      | 2012                                  | 1973, 2010                |
| Tanabe Pharmaceuticals | 1       | 1      | 1975                                  | 1972                      |
| Yokohama Flügels       | 1       | 1      | 1987–88                               | 1984                      |
| Urawa Red Diamonds     | 1       | 1      | 1989–90                               | 2000                      |
| Avispa Fukuoka         | 1       | 1      | 1995                                  | 2005                      |
| Vegalta Sendai         | 1       | 1      | 2009                                  | 2001                      |
| Omiya Ardija           | 1       | 1      | 2015                                  | 2004                      |
| Oita Trinita           | 1       | 1      | 2002                                  | 2018                      |
| Matsumoto Yamaga       | 1       | 1      | 2018                                  | 2014                      |
| Eidai Industries       | 1       | 0      | 1973                                  |                           |
| Albirex Niigata        | 1       | 0      | 2003                                  |                           |
| Yokohama FC            | 1       | 0      | 2006                                  |                           |
| Yokohama F. Marinos    | 0       | 3      |                                       | 1977, 1978, 1981          |
| Vissel Kobe            | 0       | 2      |                                       | 1996, 2013                |
| Montedio Yamagata      | 0       | 1      |                                       | 2008                      |
| Sagan Tosu             | 0       | 1      |                                       | 2011                      |
| Shimizu S-Pulse        | 0       | 1      |                                       | 2016                      |
| V-Varen Nagasaki       | 0       | 1      |                                       | 2017                      |